# Museispårvägen Malmköping
Museispårvägen Malmköping, Sveriges Lokaltrafikmuseum, är belägen vid Järnvägsgatan i Malmköping i Flens kommun. Verksamheten drivs ideellt av medlemmar i Svenska Spårvägssällskapet.

## Historia

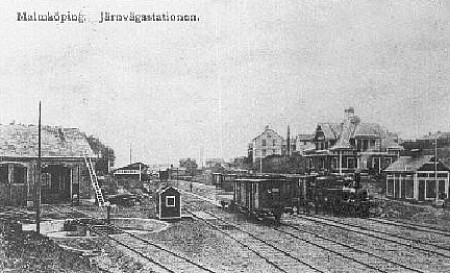
Malmköping järnvägsstation med stationshus och lokstallet 1907.

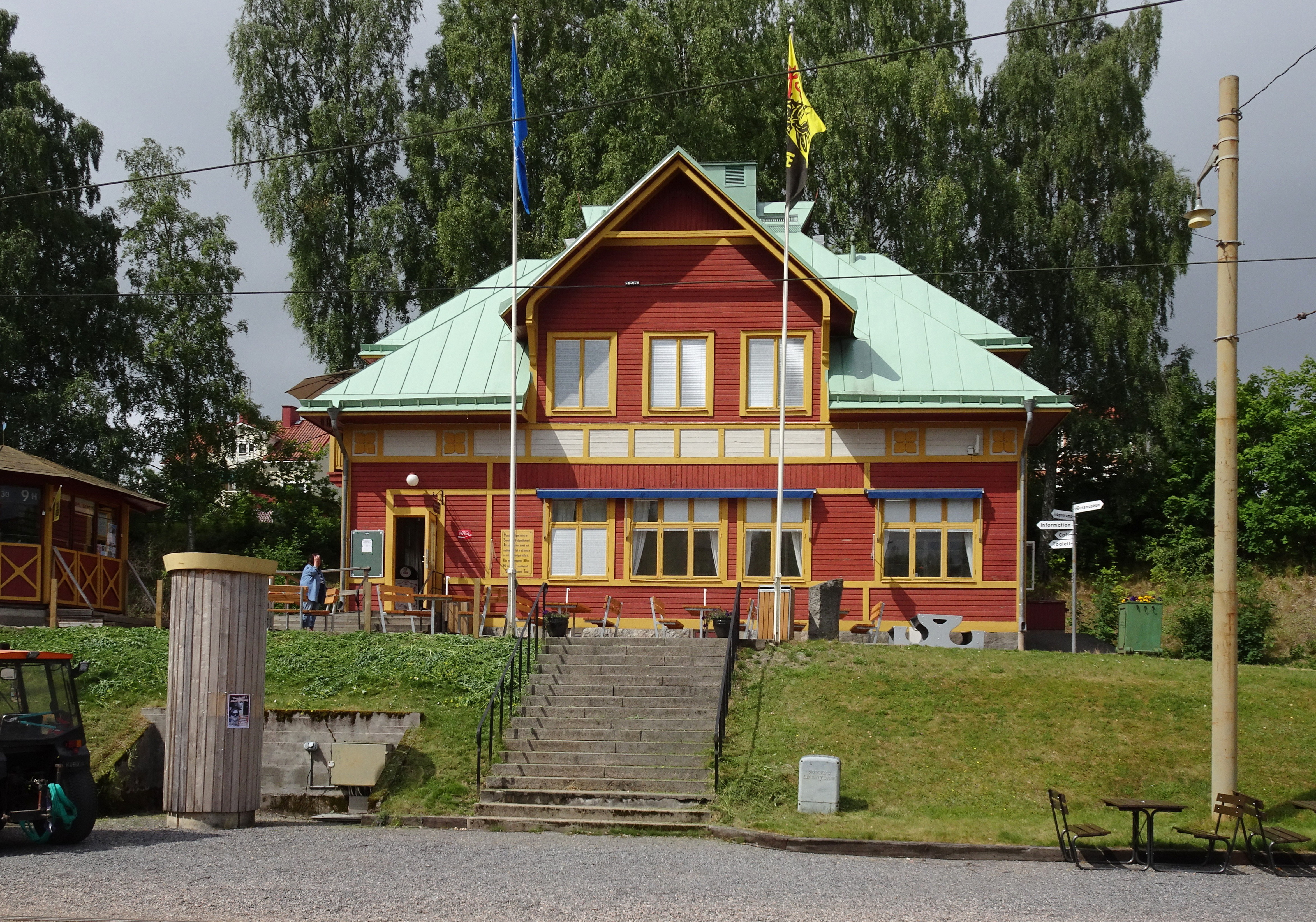
Stationshuset.

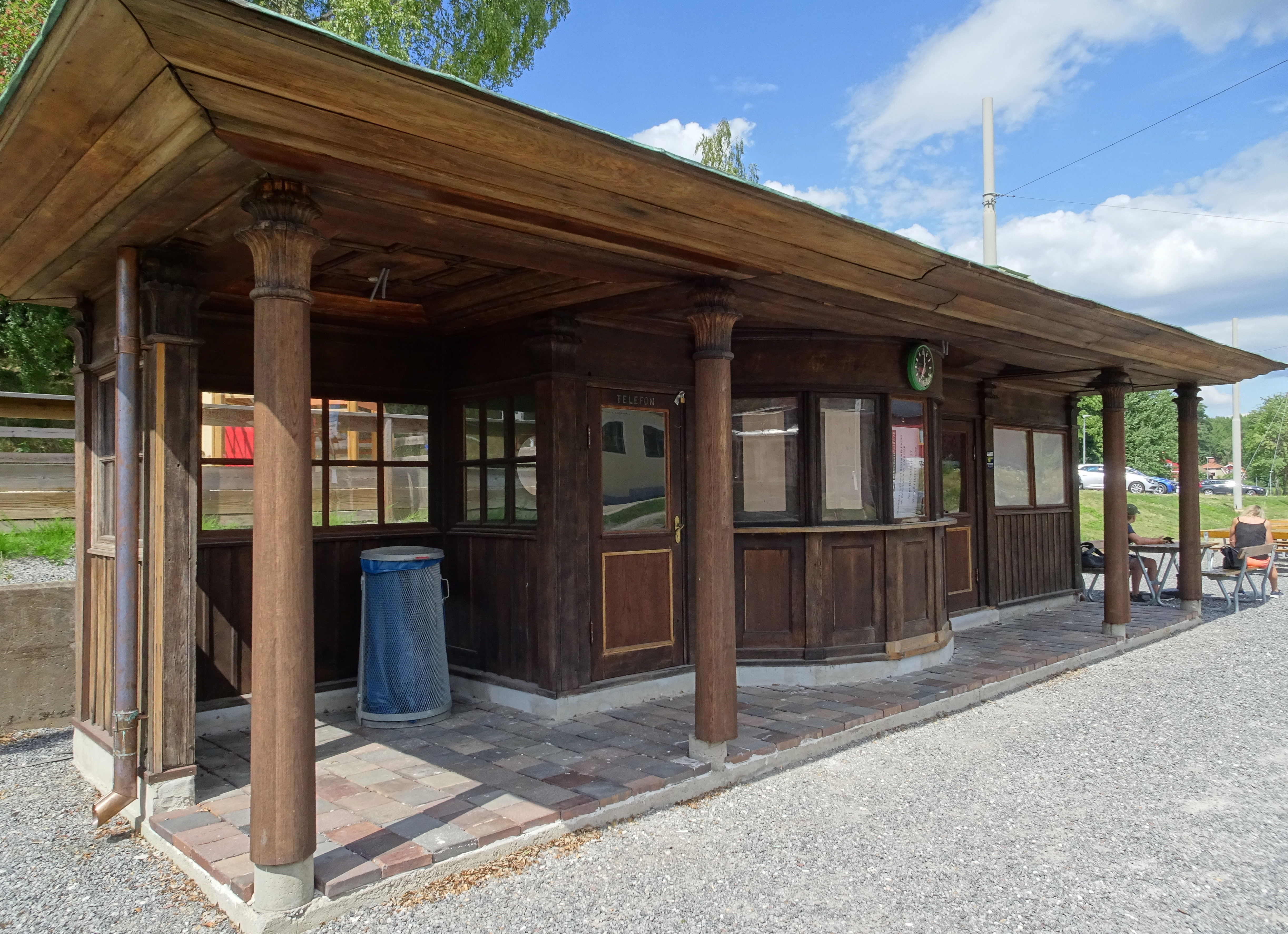
Biljettkiosken.

Museispårvägen, invigd 1969, är en del av före detta järnvägen Stålboga–Skebokvarn, ursprungligen Mellersta Södermanlands Järnväg som togs i trafik 1907 och lades ner 1967. Den cirka 2,6 km långa banan går från Malmköping till Hosjö vid riksväg 55, och har två mötesplatser. 
Sedan 1970 har den ursprungligen helt järnvägsmässiga banan successivt omvandlats i syfte att åstadkomma en autentisk spårvägsmiljö. Ett spårvägstorg i Malmköping med historisk biljettkiosk och väntrum är så gott som färdigställt, och 2000 respektive 2005 fick spårvägen vändslingor i båda ändarna för att möjliggöra trafik med modernare spårvagnar av enriktningstyp, exempelvis mustanger.
Vid museet finns spårvagnar från så gott som alla Sveriges spårvägsstäder. Antalet städer som haft spårväg skiljer något beroende på hur man räknar. Svenska Spårvägssällskapet räknar med 13 städer med elektrisk spårväg, av dessa finns tolv representerade vid museispårvägen. Av de vagnar, som inte används i trafiken på banan, fungerar många som utställningsföremål. 
Museet har för närvarande (2018) mer än 40 vagnar, en tredjedel är renoverade. Den äldsta är från 1901, det är den grå paketvagnen nr 1253 från ASEA, som användes i Stockholm mellan 1901 och 1965. Vagnen är även Sveriges äldsta bevarade ännu fungerande elspårvagn. Museets yngsta vagn är från 1950-talet.

## Hållplatser
- Malmköping (vändslinga)
- Signalgränd (räknas ej som avstigningsstation)
- Upplandskubben
- Trumslagarskogen
- Malmakvarn
- Udden
- Östersjön
- Hosjö Gård
- Hosjö (vändslinga)

## Säkerhetssystem
Säkerhetssystemet på banan är ett mycket gammalt och beprövat system, det är det gamla tågstavssystemet, det vill säga att det finns en så kallad "tågstav" för varje enkelspårssträcka på banan. För att få körtillstånd på en viss enkelspårssträcka på banan krävs att man har denna sträckas tågstav eller tillstånd från TL. Vid Malmköpingsbanan finns tre enkelspårssträckor samt lika många tågstavar.

## Vagnorama och lokstallet
Vagnorama är en vagnhall, främst för spårvagnar, som används för uppställning av fordon. Hallen har fyra spår och invigdes 1983.
Gamla lokstallet är från 1907 och är uppfört av tegel. Stallet har tre spår, men vändskivan finns inte längre. Här renoveras museets rullande materiel.

## Sveriges bussmuseum
Bussmuseet invigdes 1999 och inryms i en enkel hallbyggnad som står bakom lokstallet. Här finns ett tiotal bussar utställda som även används i trafik. Busstrafiken bedrivs huvudsakligen i Uppsala i anslutning till Uppsala-Länna Järnväg, samt övrig abonnemangstrafik. Bland fordonen märks två dubbeldäckarbussar av typ Leyland Atlantean som inköptes i slutet av 1960-talet av Stockholms Lokaltrafik

## Utbyggnadsplaner
Det finns planer på att anlägga en kortare trådbusslinje och önskningar om att anlägga en förlängning på spårvägen in i centrala Malmköping, men dessa har hittills (2024) ej realiserats. Läs mer i tidningen MFSS nr 1 - 2025.

## Bilder

Spårvagnar
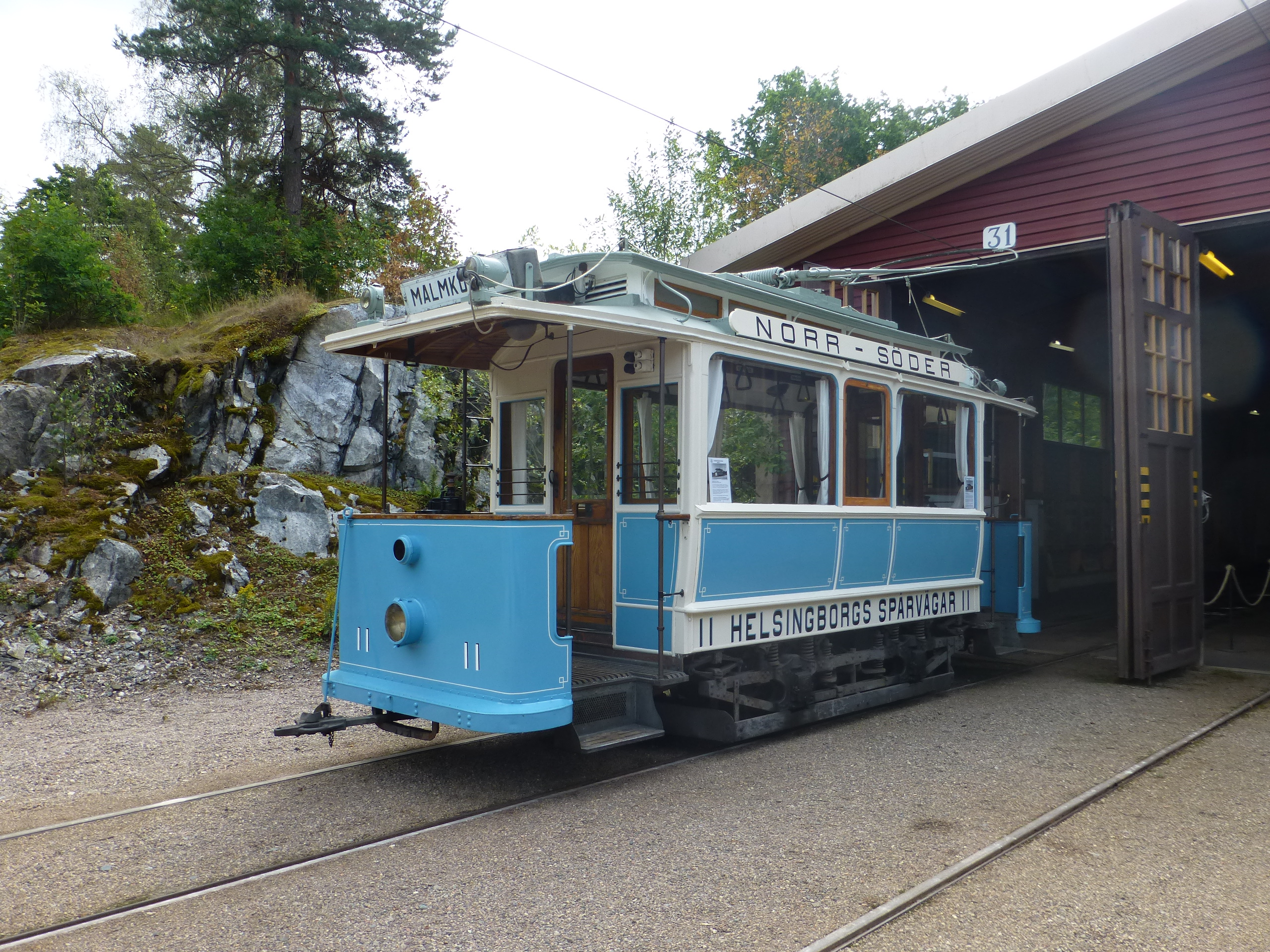
Helsingborgs Stads Spårvägar A1 nr 11
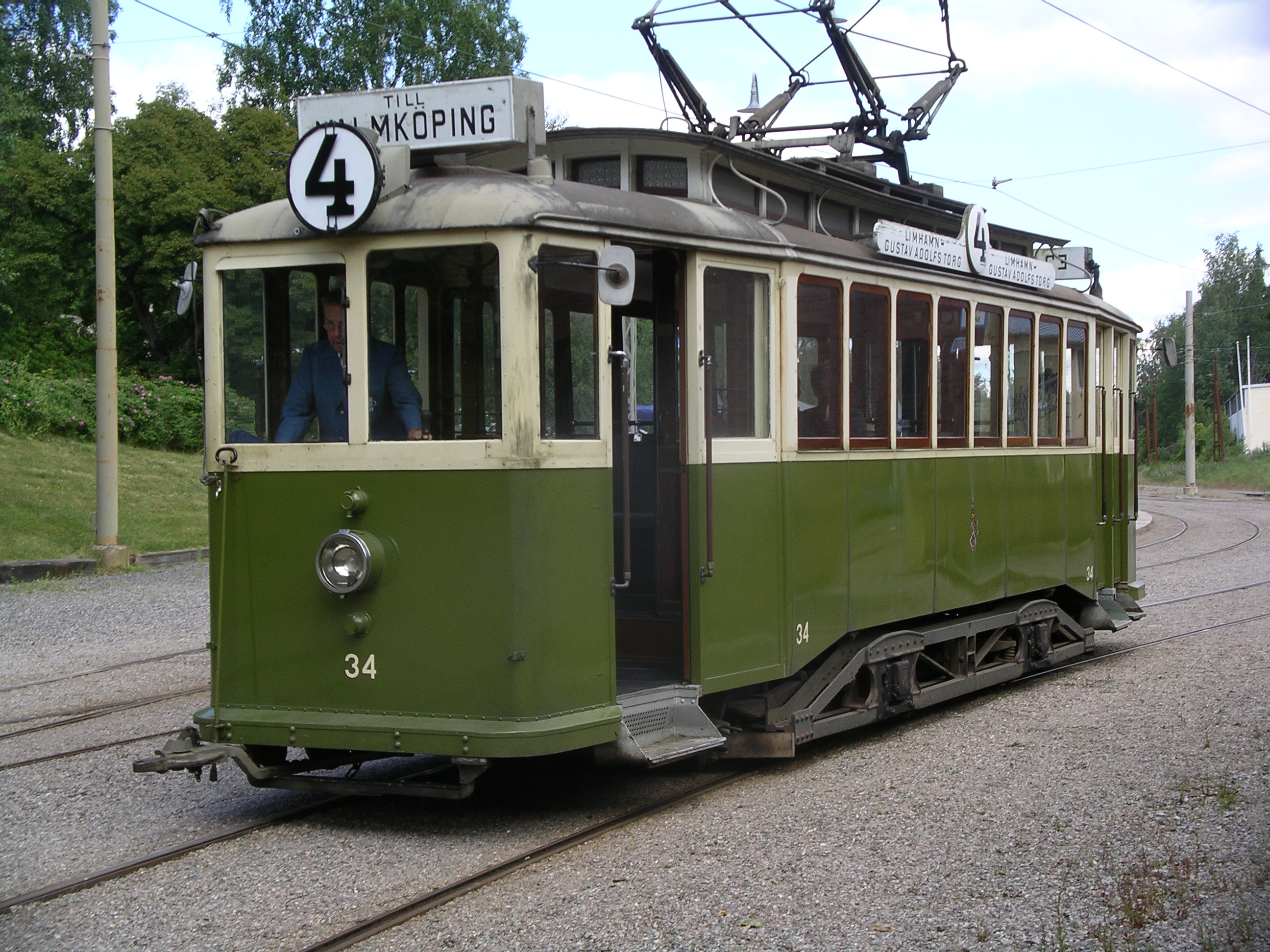
Malmö Stads Spårvägar F nr 34
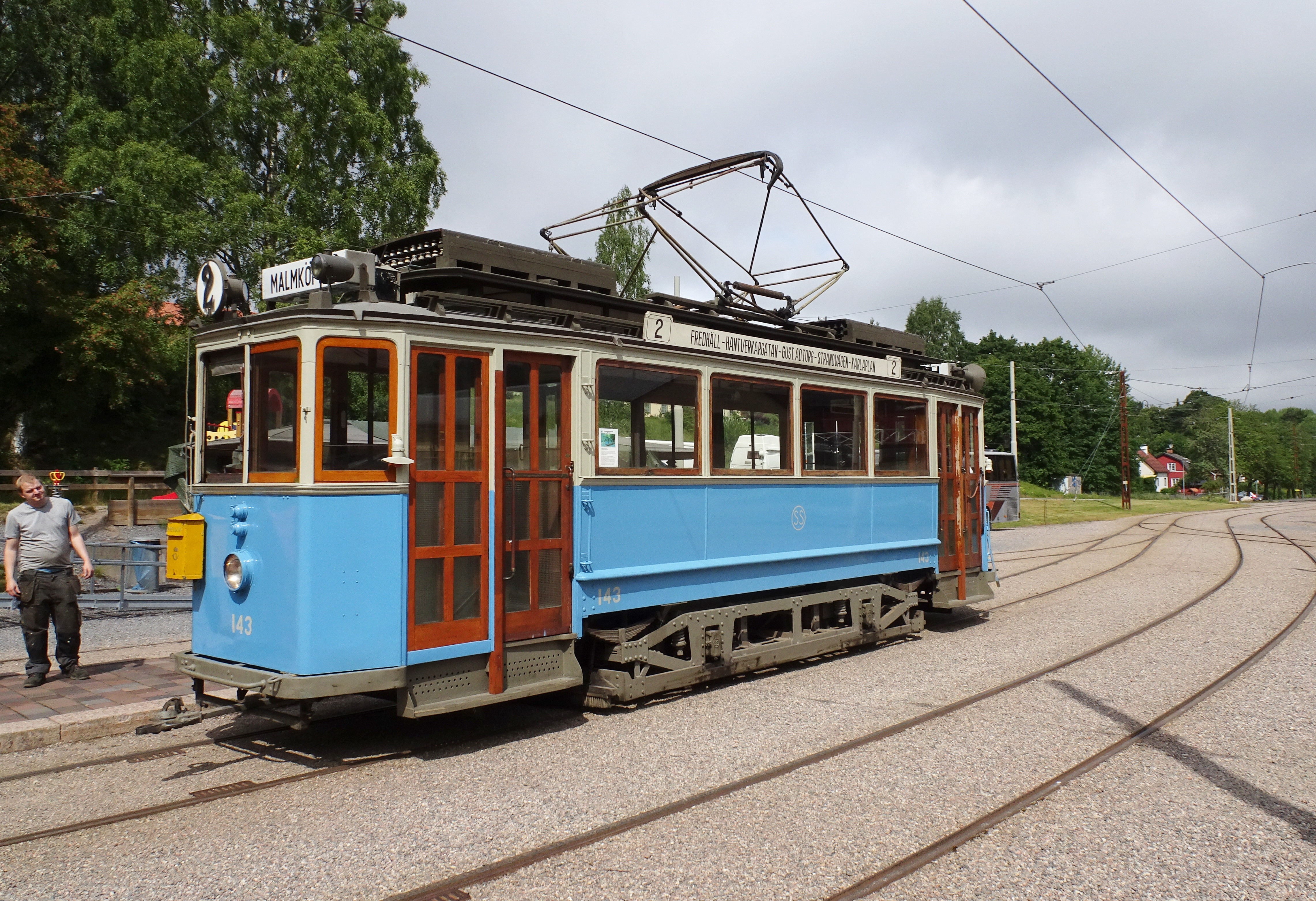
Stockholms Spårvägar A3 nr 143
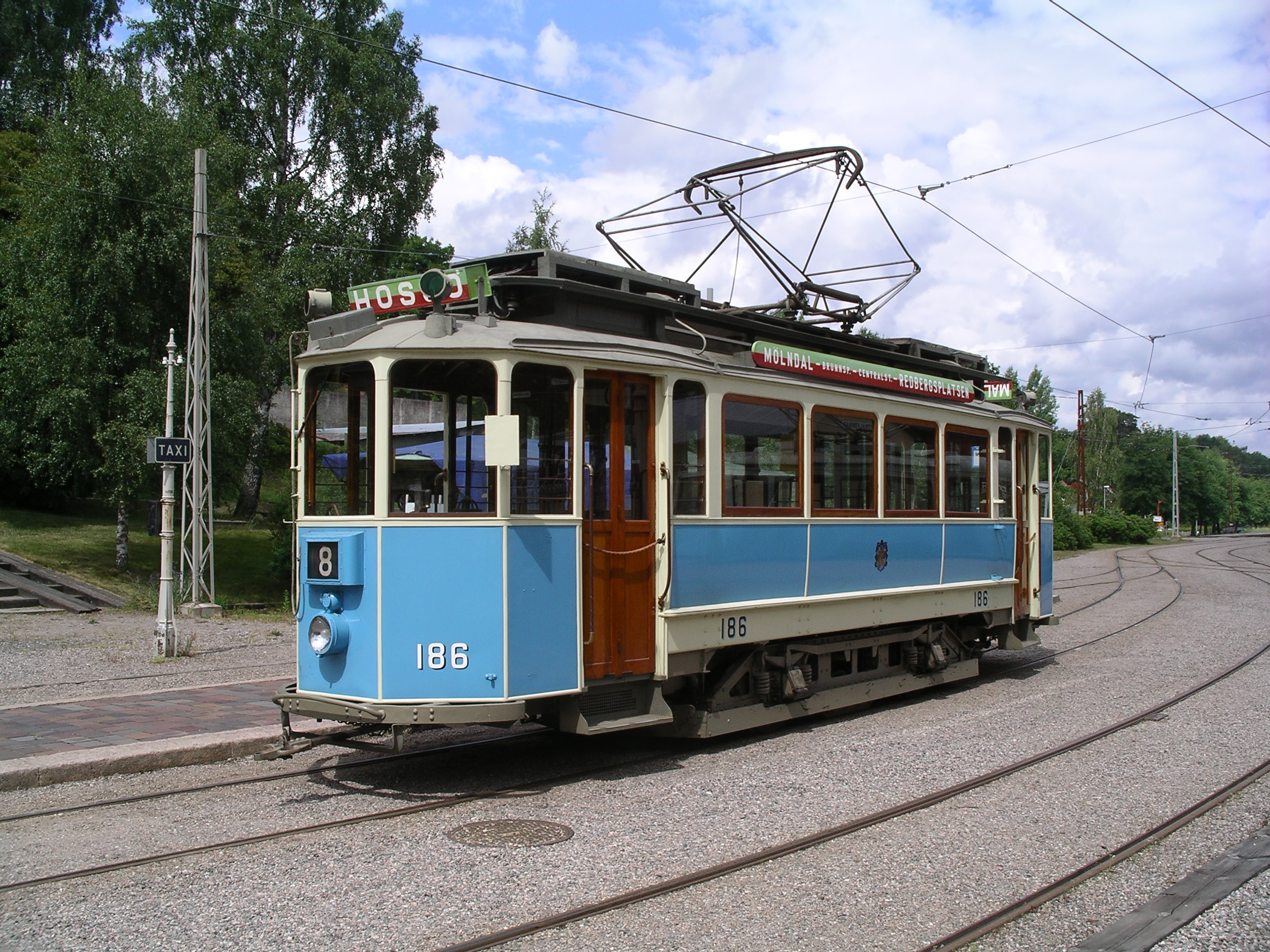
Göteborgs Spårvägar M20 nr 186

Bussar
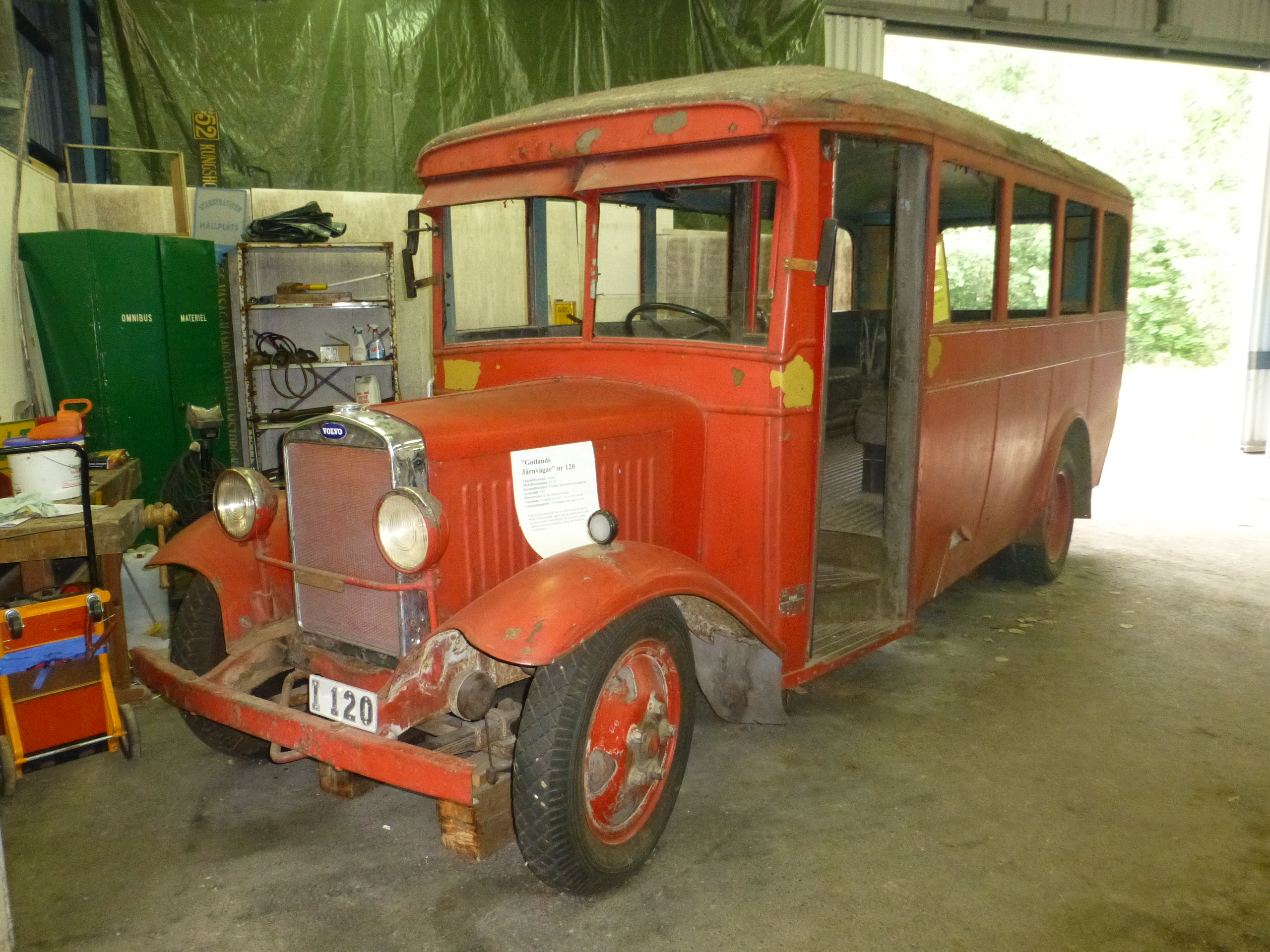
Buss från Havdhems Brandkår HB 120
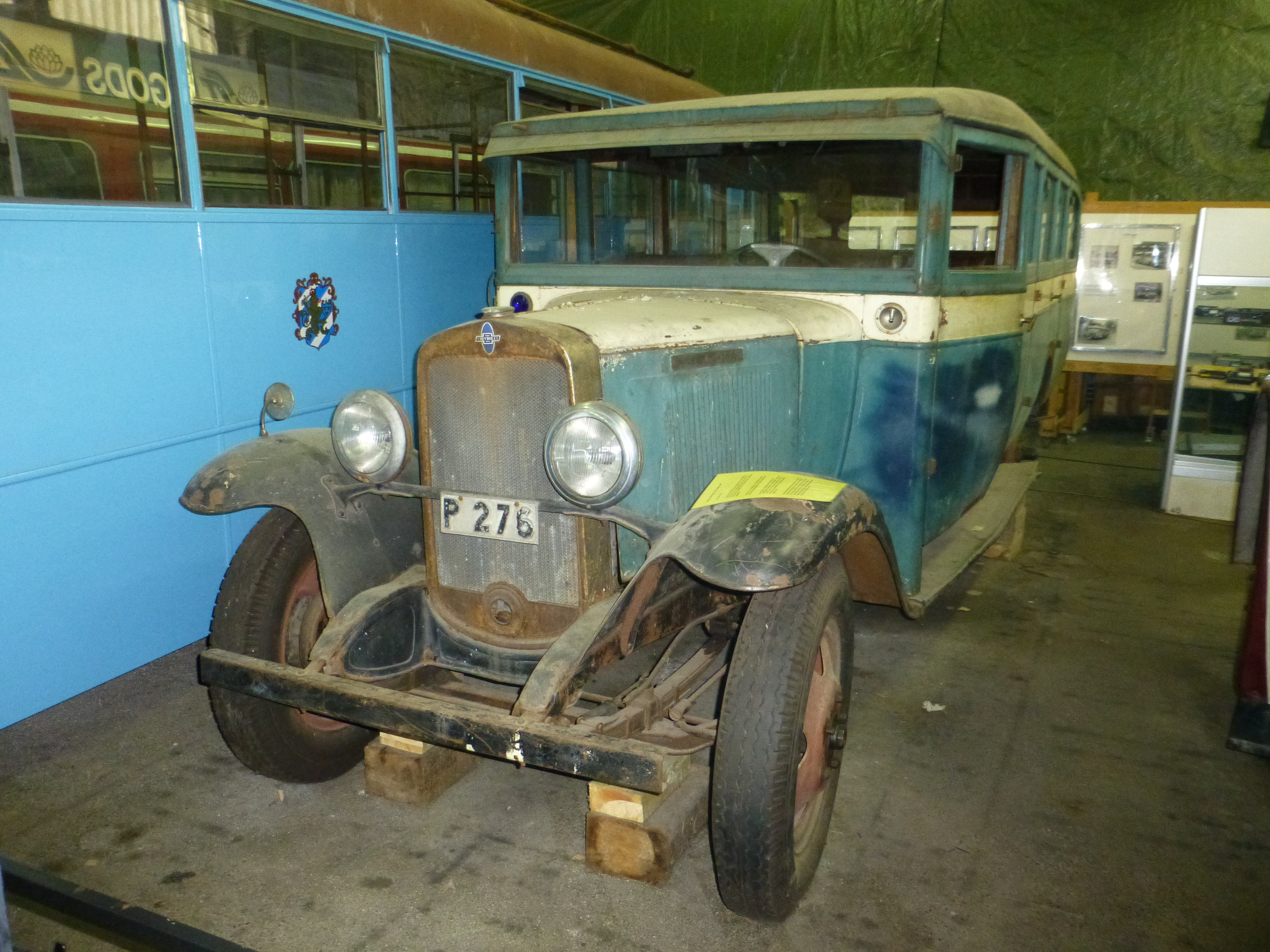
Buss från Statens Järnvägar SJ 1897
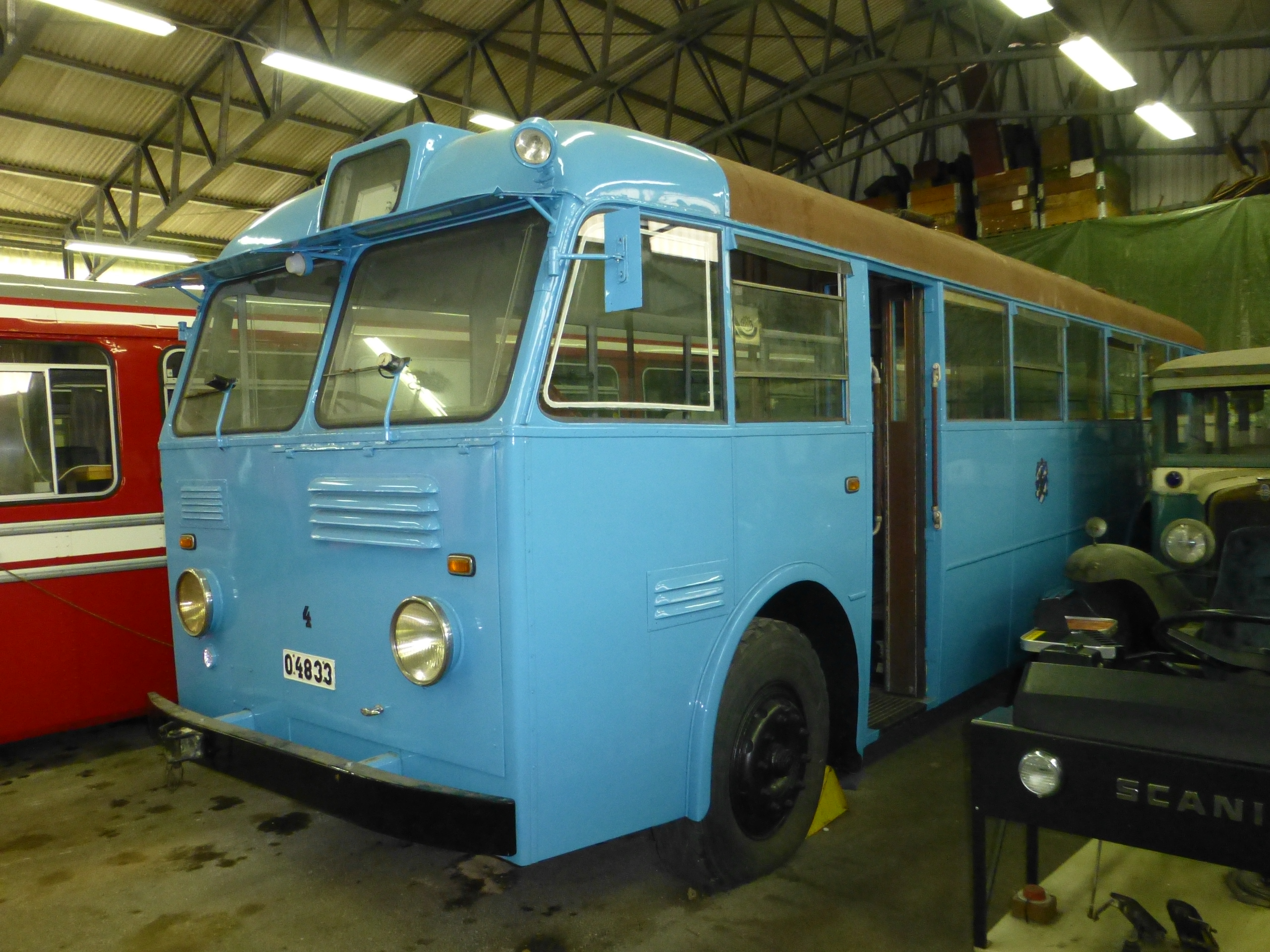
Buss från Göteborg GS T40 4
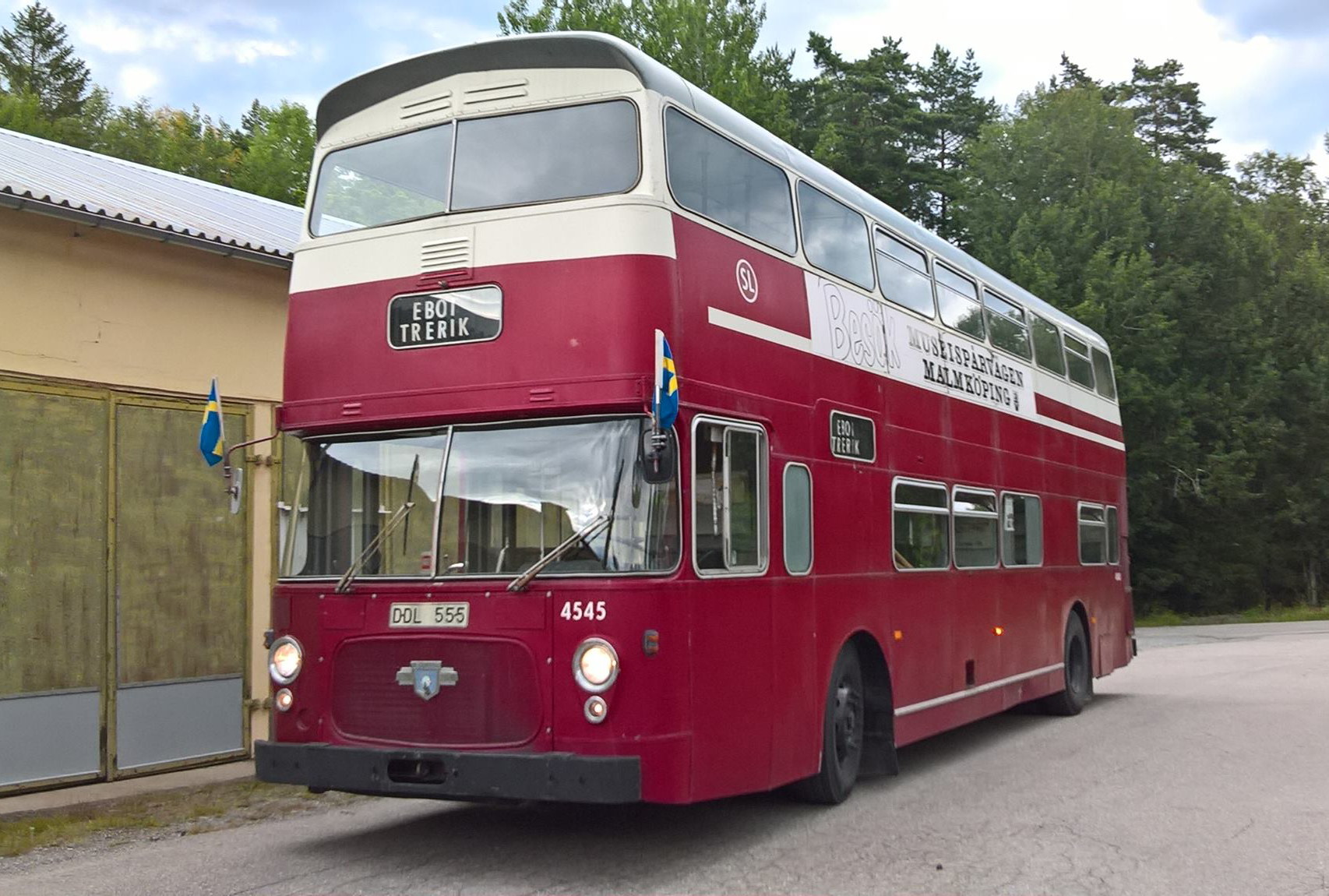
Dubbeldäckare från Stockholms Lokaltrafik nr 4545

Hallarna
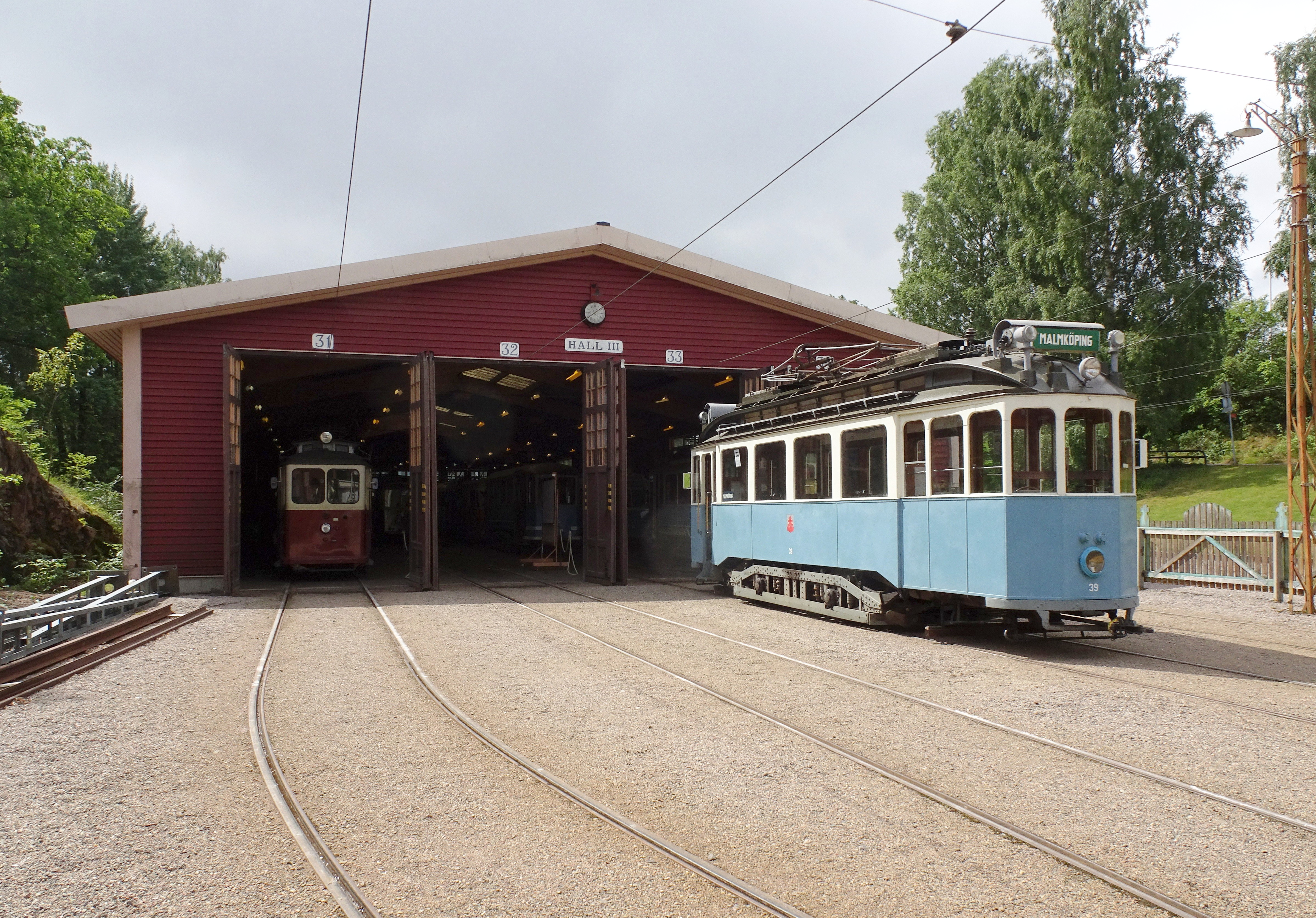
Vagnhallen "Vagnorama"
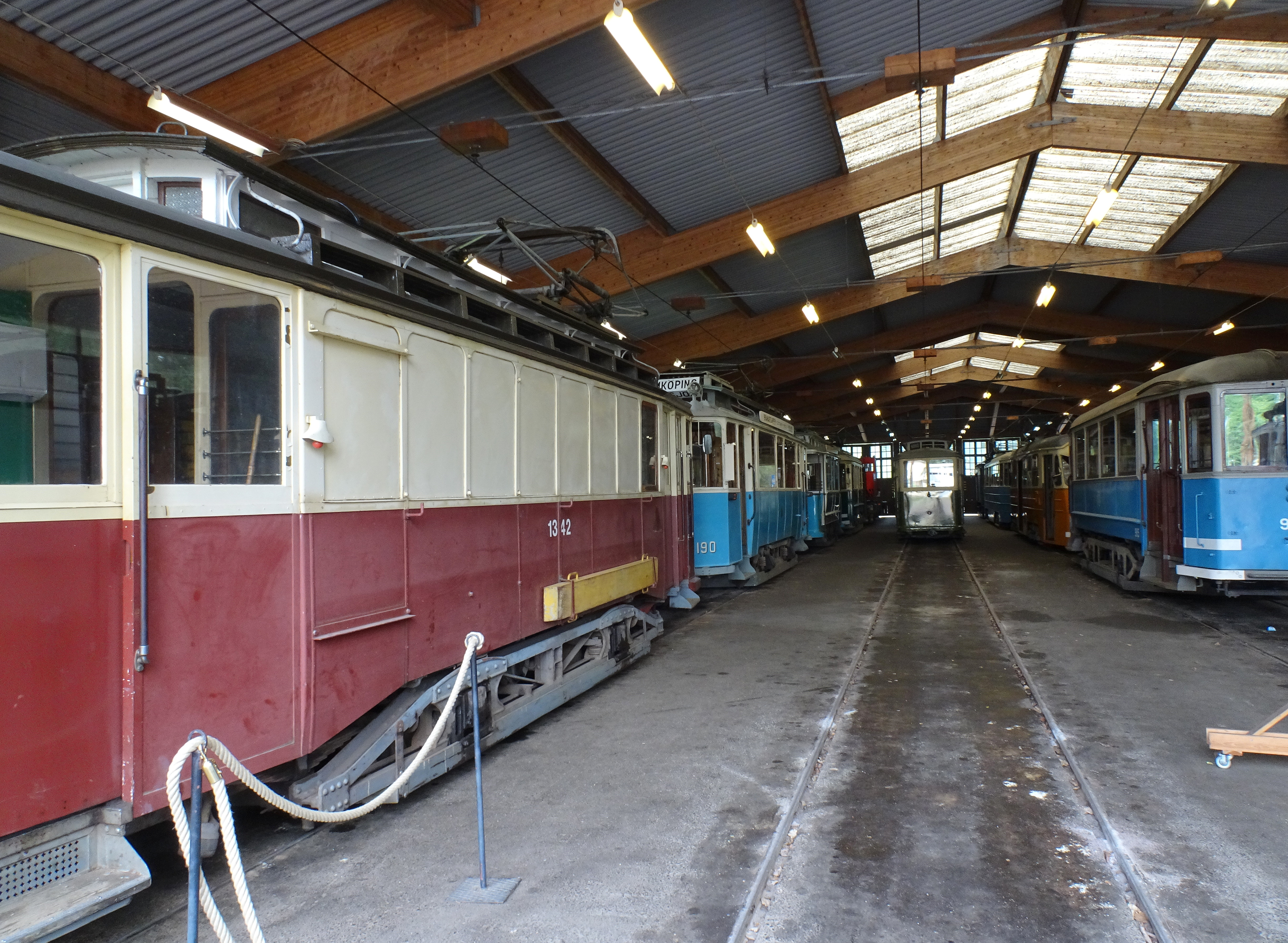
Vagnhallen "Vagnorama" (interiör)
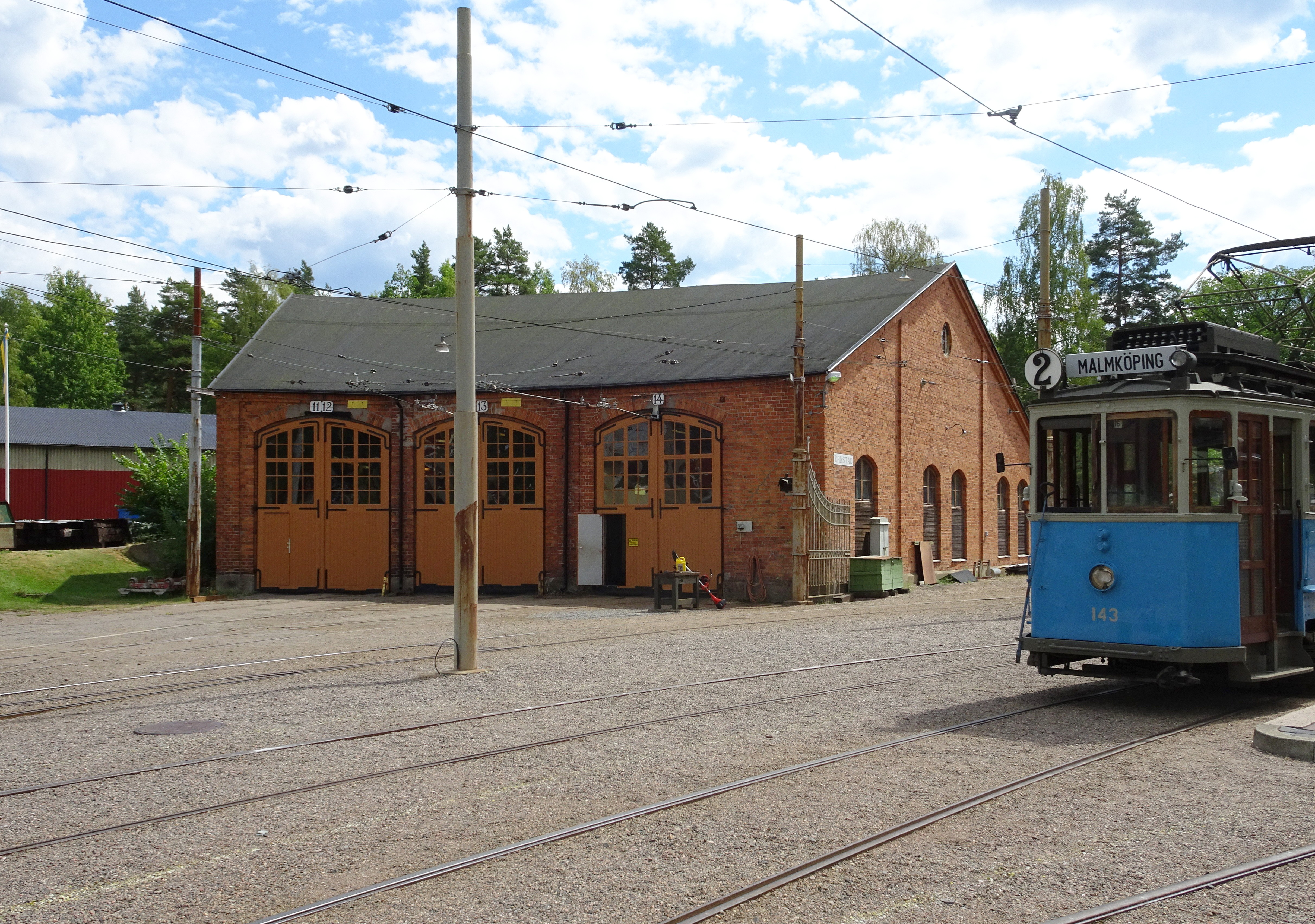
Lokstallet
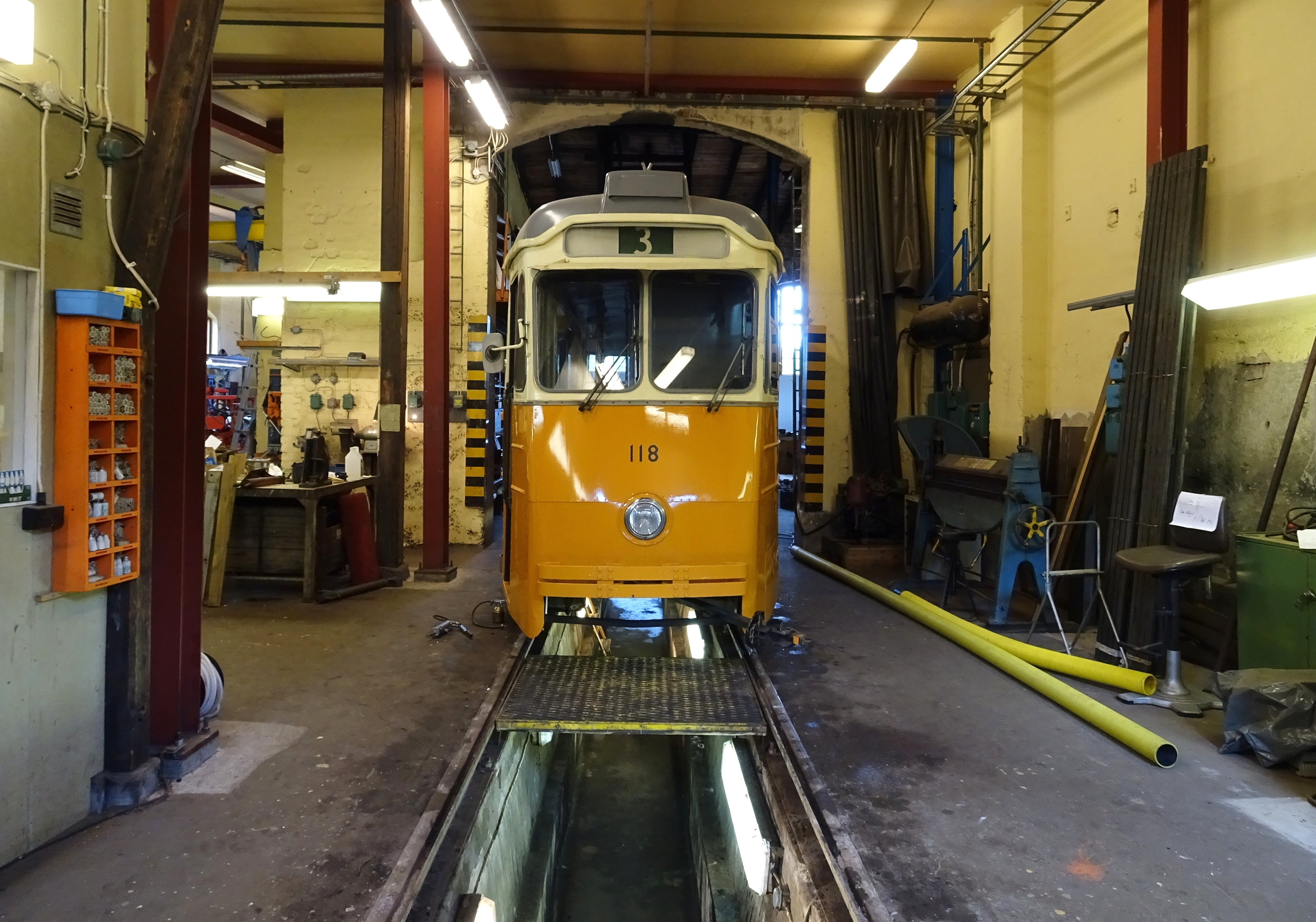
Lokstallet (interiör)